# Ronde Burcht van Mardakan
De Ronde Burcht van Mardakan is een kasteel in het dorp Mardakan op het schiereiland Apsjeron in Azerbeidzjan, die deel uitmaakt van een keten van vestingen op het schiereiland. Het werd in de 13e eeuw gebouwd en is vergelijkbaar met de Burcht van Ramana. Volgens een inscriptie is Abdulmajid Ibn Masud de bouwer. 
Het kasteel bestaat uit een ronde woontoren met drie verdiepingen, omgeven door een bijna vierkant muur. De ingangen naar de binnenplaats en de toren zijn tegen over elkaar om een betere bescherming te bieden.